# وتسلا
وتسلا (به لاتین: Vatsla) یک روستا در استونی است که در دهستان سائو واقع شده‌است.